# 雑司が谷
雑司が谷（ぞうしがや）は、東京都豊島区の町名。現行行政地名は雑司が谷一丁目から雑司が谷三丁目。住居表示実施済区域。

## 地理
雑司が谷は北側に南池袋、東側に文京区大塚、南側に高田、文京区目白台、西側に南池袋、目白と接している。また雑司ヶ谷霊園とも接するが、霊園の住所は豊島区南池袋4丁目であり（南池袋4丁目の面積の7割を占める）、都電荒川線の都電雑司ヶ谷停留場も南池袋にある。雑司が谷にあるのは都電鬼子母神前停留場と東京メトロ副都心線雑司が谷駅である。駅名の由来にもなっている法明寺の鬼子母神堂も地内にある（鬼子母神堂は法明寺飛地に位置し、本堂は南池袋になる）。町域内は幹線道路沿いにオフィスビルなどの高層建造物が見られるほかは、住宅地となっている。

### 地価
住宅地の地価は、2025年（令和7年）1月1日の公示地価によれば、雑司が谷1-25-7の地点で72万2000円/m2、雑司が谷3-20-10の地点で78万円/m2となっている。

## 歴史
元来北豊島郡雑司ヶ谷村であったが、1889年東部が小石川区（現在の文京区）に、残部は高田村にそれぞれ編入され、小石川区雑司ヶ谷町、小石川宮下町と高田村大字雑司ヶ谷、雑司ヶ谷旭出になる。1898年小石川区は東京市の一部となり、更に1932年高田町（1920年町制施行）が東京市に編入された際に豊島区雑司ヶ谷町一～七丁目となったが、1966年に住居表示を実施したため、文京区側が目白台、千石に、豊島区側も北半分が西池袋と南池袋にそれぞれ編入されてしまい、町域が縮小した。現在都電の停留所や霊園が南池袋に立地しているのはこのためである。

## 世帯数と人口
2023年（令和5年）1月1日現在（東京都発表）の世帯数と人口は以下の通りである。
| 丁目           | 世帯数    | 人口    |
| -------------- | --------- | ------- |
| 雑司が谷一丁目 | 2,205世帯 | 3,814人 |
| 雑司が谷二丁目 | 1,930世帯 | 3,222人 |
| 雑司が谷三丁目 | 1,513世帯 | 2,255人 |
| 計             | 5,648世帯 | 9,291人 |

### 人口の変遷
国勢調査による人口の推移。
| 年                 | 人口  |
| ------------------ | ----- |
| 1995年（平成7年）  | 8,524 |
| 2000年（平成12年） | 8,797 |
| 2005年（平成17年） | 8,800 |
| 2010年（平成22年） | 9,403 |
| 2015年（平成27年） | 9,630 |
| 2020年（令和2年）  | 9,674 |

### 世帯数の変遷
国勢調査による世帯数の推移。
| 年                 | 世帯数 |
| ------------------ | ------ |
| 1995年（平成7年）  | 4,149  |
| 2000年（平成12年） | 4,726  |
| 2005年（平成17年） | 4,782  |
| 2010年（平成22年） | 5,364  |
| 2015年（平成27年） | 5,731  |
| 2020年（令和2年）  | 5,776  |

## 学区
区立小・中学校に通う場合、学区は以下の通りとなる（2017年12月現在）。なお、豊島区の小・中学校では学校選択制度を導入しており、以下の指定校に隣接している通学区域の学校も選択することが可能。
- 区域 : 一丁目、二丁目、三丁目　各全域
  - 小学校 : 豊島区立南池袋小学校
  - 中学校 : 豊島区立千登世橋中学校

## 交通

### 鉄道
| 街区内に存在する駅                                                                |
| --------------------------------------------------------------------------------- |
| 東京メトロ副都心線 - 雑司が谷駅 都電荒川線（東京さくらトラム） - 鬼子母神前停留場 |

### 道路
- 東京都道435号音羽池袋線（グリーン大通り）
- 東京都道8号千代田練馬田無線（目白通り）
- 東京都道305号芝新宿王子線（明治通り）

## 事業所
2021年（令和3年）現在の経済センサス調査による事業所数と従業員数は以下の通りである。
| 丁目           | 事業所数  | 従業員数 |
| -------------- | --------- | -------- |
| 雑司が谷一丁目 | 90事業所  | 382人    |
| 雑司が谷二丁目 | 107事業所 | 535人    |
| 雑司が谷三丁目 | 91事業所  | 626人    |
| 計             | 288事業所 | 1,543人  |

### 事業者数の変遷
経済センサスによる事業所数の推移。
| 年                 | 事業者数 |
| ------------------ | -------- |
| 2016年（平成28年） | 269      |
| 2021年（令和3年）  | 288      |

### 従業員数の変遷
経済センサスによる従業員数の推移。
| 年                 | 従業員数 |
| ------------------ | -------- |
| 2016年（平成28年） | 1,551    |
| 2021年（令和3年）  | 1,543    |

## 施設

### 雑司が谷一丁目
- 区民集会室
- 雑司ケ谷保育園
- 豊島区立高南保育園
- 雑司ケ谷幼稚園
- 日本女子大学寮
  - 梅花寮
- 豊島区立雑司ケ谷旧宣教師館（東京都指定有形文化財）
- 家の光協会研修センター
- 本浄寺 - 日蓮宗の仏教寺院。
- 円常寺 - 法華宗系の単立の仏教寺院。
- 雑司が谷 寛 - 料亭。三角寛の旧邸をそのまま転用している。 - 2019年12月26日閉店

### 雑司が谷二丁目
- 東京メトロ雑司が谷駅
- 雑司が谷郵便局
- 豊島区立雑司が谷公園
- 雑司が谷音楽堂

### 雑司が谷三丁目
- 千登世橋教育文化センター
  - 雑司が谷体育館
  - 雑司が谷地域文化創造館
  - 雑司が谷図書貸出コーナー
- 本納寺
- 大鳥神社
- 鬼子母神診療所
- 法明寺鬼子母神堂 - 法明寺の本堂は南池袋
- 東京音楽大学100周年記念ホール - 大学本館は南池袋
- 雑司が谷案内処
- 並木ハウス - 手塚治虫がトキワ荘を出た後3年ほど居住したアパート。

## その他

### 日本郵便
- 郵便番号 : 171-0032[3]（集配局 : 豊島郵便局[15]）。